# Goniochernes beieri
Goniochernes beieri är en spindeldjursart som beskrevs av Max Vachon 1952. Goniochernes beieri ingår i släktet Goniochernes och familjen blindklokrypare. Inga underarter finns listade i Catalogue of Life.